# Robert Schörgenhofer
Robert Schörgenhofer (nascut el 12 de febrer de 1973 a Vorarlberg) és un àrbitre de futbol austríac. Va arbitrar a la UEFA Europa League 2012-13.
Schörgenhofer es va convertir en àrbitre de la FIFA el 2007. Ha oficiat la Copa del Món Sub-20 de la FIFA 2011 i partits de classificació per a la Copa del Món de 2010, 2014 i 2018.